# Défilé de Malarage
Le défilé de Malarage est une gorge de France située sur le cours du Rhône, entre les départements de l'Ain et de l'Isère, dans le Bugey.

## Géographie
Situé entre les communes de Creys-Mépieu (Isère, rive gauche) et de Lhuis — en limite de Briord — (Ain, rive droite), ce défilé forme un resserrement du lit du Rhône entre le mont Cerf au nord-est et le mont Savin au sud-ouest, deux collines au pied du massif du Jura. Le fleuve, qui dépasse les 200 mètres de largeur en amont et en aval, ne mesure plus qu'une quarantaine de mètres sur les 550 mètres de longueur du défilé.
Le site constitue une ZNIEFF de type I.